# Kloster Einsiedel

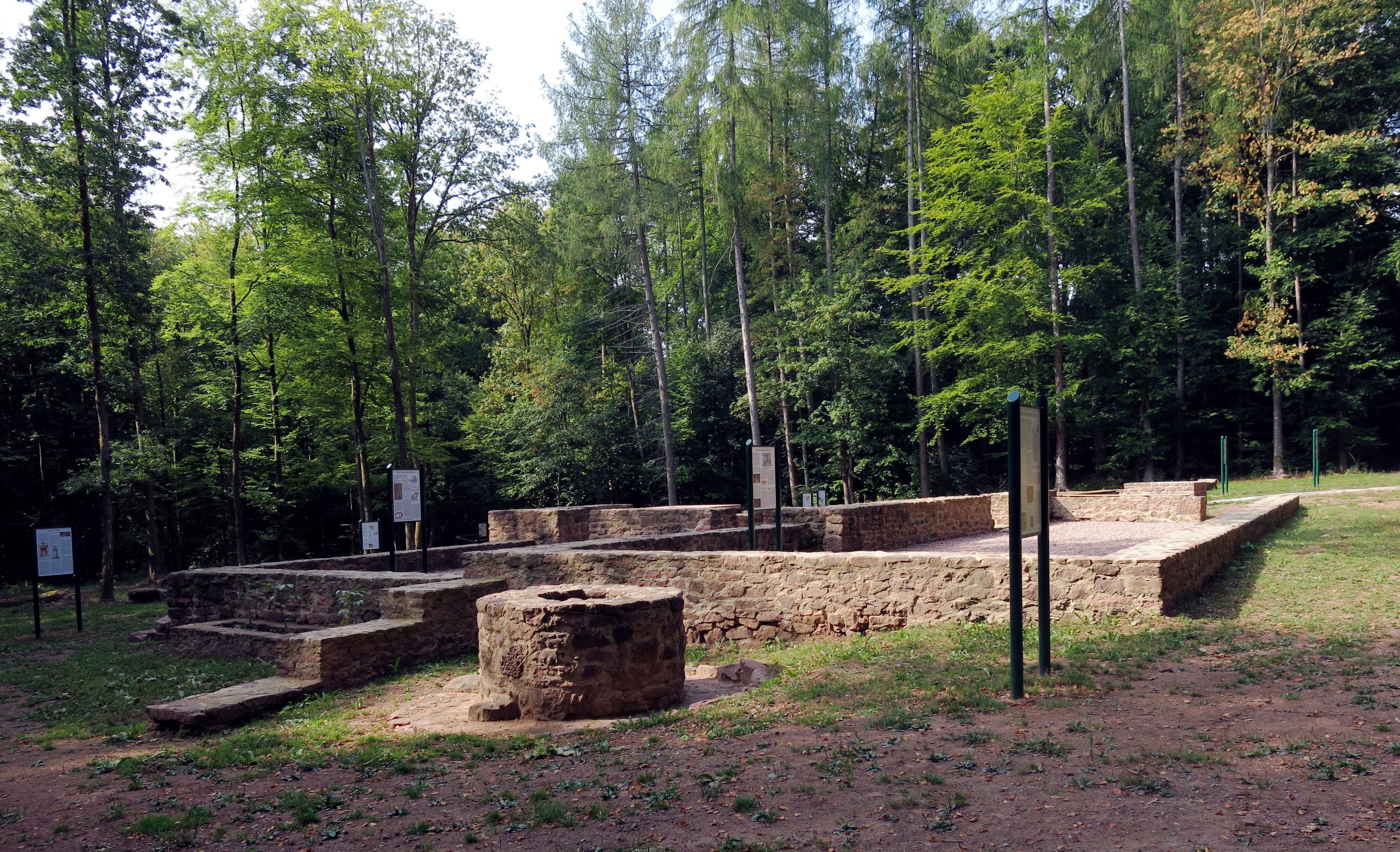
Kloster Einsiedel (Ansicht 2018)

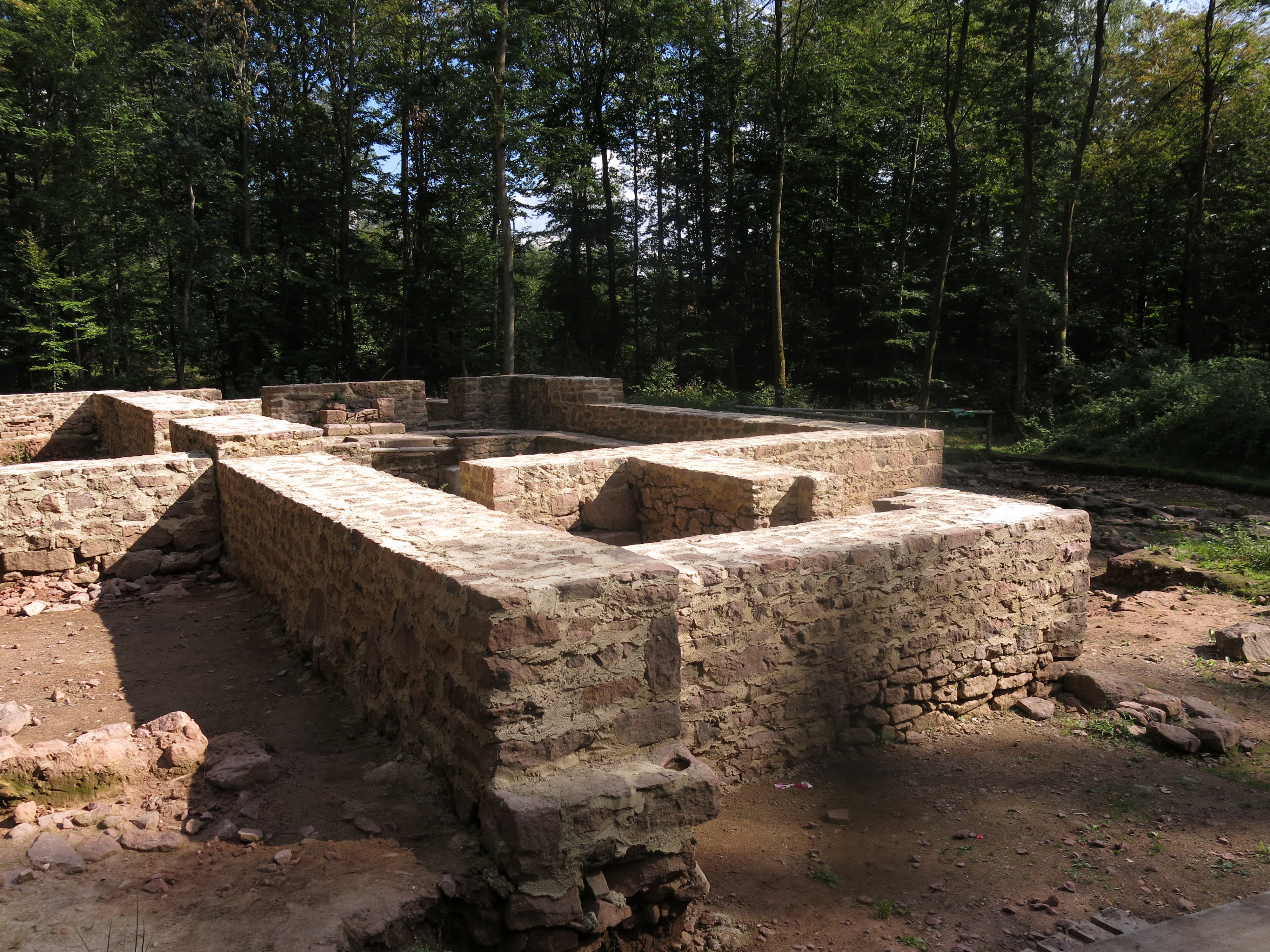
Rekonstruierte Grundmauern aufgrund der Ausgrabungen des ASP am Kloster (2016)

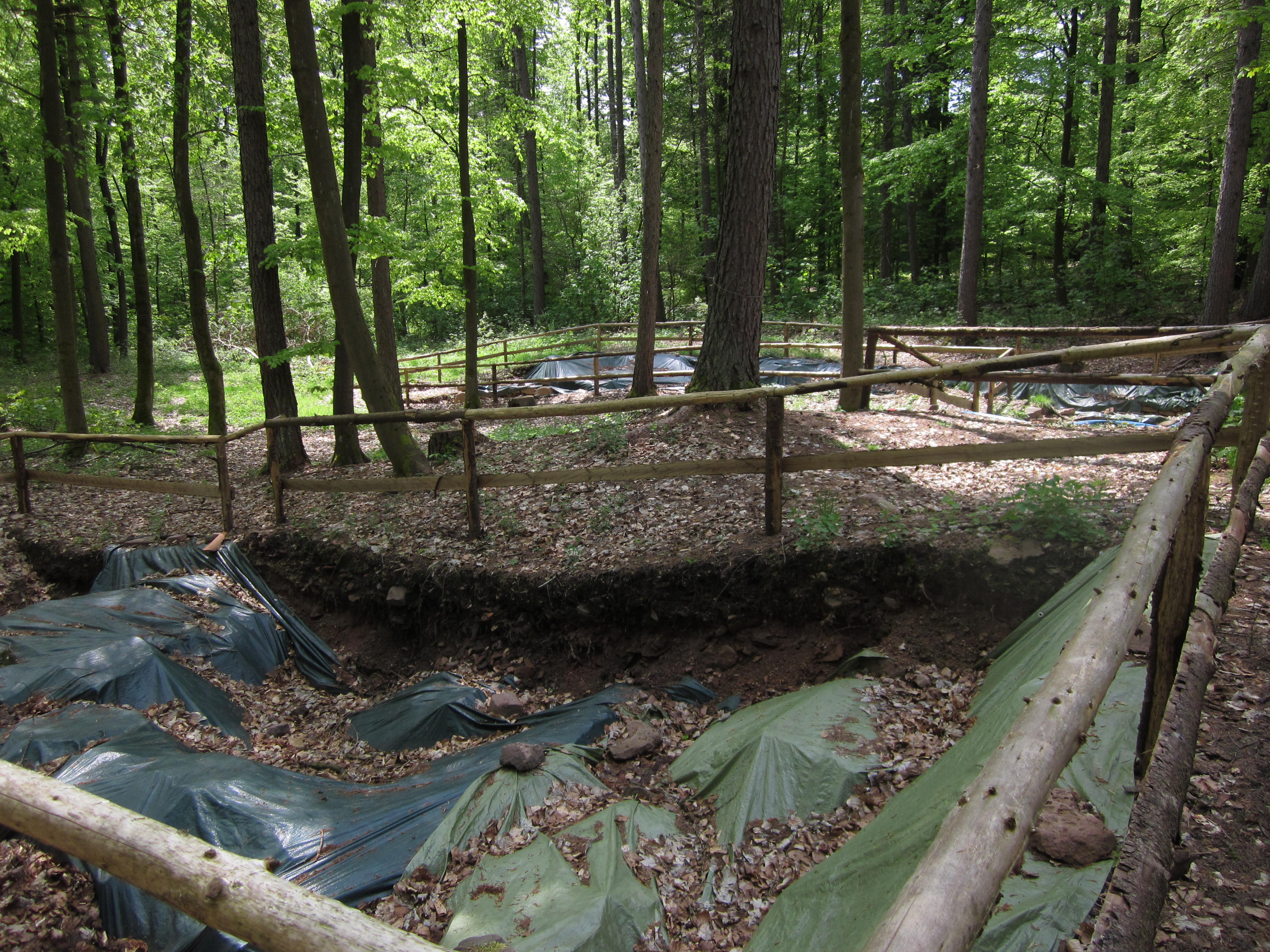
Ausgrabungsfläche (2013)

Das Kloster Einsiedel (St. Elisabeth) (auch als Kloster Elisabethenzell bezeichnet) war ein Kloster der Prämonstratenser an der Birkenhainer Straße im Wald zwischen Rieneck und Ruppertshütten in Bayern in der Diözese Würzburg.

## Geschichte
Der Wirtschaftshof des Klosters Elisabethenzell wurde schon im 11. Jahrhundert erwähnt.
Im 13. Jahrhundert stand nach zwei Vorgängerbauten eine von den Grafen von Rieneck gegründete Kirche (23,5 × 8,5 m), die mit Einkünften dotiert war. Sie wurde 1292 von Ludwig und Heinrich von Rieneck sowie von Ulrich von Hanau an die Prämonstratenserabtei Oberzell übergeben. 1326 wurde die Stiftung erneuert. Daneben lag ein 140 m2 von einer steinernen Mauer eingefasster Friedhof mit etwa 150 bis 200 Bestatteten. Östlich und westlich der Klosterkirche standen zwei Häuser, eines davon mit Warmluftheizung.
Das Mutterkloster schickte im 14. Jahrhundert immer wieder neue Brüder nach Rieneck, doch letztlich hielt sich der Konvent nur mühsam. Die finanzielle Situation war angespannt. 1350 wurde St. Elisabeth ein Außenhof der Abtei in Oberzell.
1410 verstiftete das Kloster diese kleine Abtei zwei Dominikanern auf Lebenszeit. Ab diesem Zeitpunkt fehlen Berichte über das Klosterleben. Spätestens in der Reformationszeit wurde das Kloster aufgegeben und die Gebäude verfielen. Von der ganzen Anlage war zuletzt nur noch die Kapelle erhalten. Die Glocken sollen nach Schaippach und Ruppertshütten gekommen sein. In der Pfinzing-Karte von 1594 ist der Standort des Klosters als Zum Ainsiegel noch eingezeichnet. Im Jahr 1617 gab es einen Hexenprozess, bei dem 17 Frauen unter der Folter gestanden, am Ort des ehemaligen Klosters einen Hexentanz durchgeführt zu haben.
In den 2000er Jahren waren von der mittelalterlichen Anlage nur noch einige Steinhaufen sichtbar, und nur Flurnamen sowie ein später errichteter Bildstock erinnerten an das Kloster.
2011 wurde das Areal mit Bodenradar vermessen; 2012 begannen die Ausgrabungen unter wissenschaftlicher Leitung des Archäologischen Spessartprojekts,  bei denen auch Reste einer Zisterne und der Altstraße Birkenhainer Landstraße gefunden wurden. Durch aufwändige Restaurierungen wurden in den Folgejahren die Grundrisse der Klostergebäude wieder sichtbar gemacht und ein archäologischer Park mit Informationstafeln angelegt.

## Einzelbelege
1. ↑  Kulturweg: Lohr 2: Ruppertshütten – Alle Wege führen nach „Rom“ auf www.spessartprojekt.de; abgerufen am 14. Dezember 2020
2. 1 2 3  Das Kloster Elisabethenzell – Baugeschichte. Rodungsinsel, Kloster, Raststation – Die Ausgrabungen des hochmittelalterlichen Klosters Elisabethenzell auf den Seiten des Archäologischen Spessartprojekts; erneut abgerufen am 14. Dezember 2020
3. ↑  http://www.spessartprojekt.de/kulturwege/lohr_2/taf_3.php (Memento des Originals vom 18. Januar 2013 im Internet Archive)  Info: Der Archivlink wurde automatisch eingesetzt und noch nicht geprüft. Bitte prüfe Original- und Archivlink gemäß Anleitung und entferne dann diesen Hinweis.
4. ↑  Lohrer Echo, 5. Mai 2011 und weitere Berichte
5. ↑  Kloster Elisabethenzell – ein archäologischer Park entsteht (leicht gekürzte Version des Vortrags von Matthias Nöth am 18. November 2017 auf dem 10. Symposium zur Burgenforschung im Spessart) auf www.spessartprojekt.de; abgerufen am 13. Juni 2024.

Koordinaten: 50° 5′ 22,6″ N, 9° 35′ 8,2″ O